# LG K10
LG K10 (також продавався як LG Premier в мережі Tracfone) — це Android-смартфон середнього класу, розроблений компанією LG Electronics і випущений у 2016 році. Входить до 10 найкращих бюджетних телефонів 2016 року за версією Consumer Electronics Show. Наступного року було випущено наступника з ідентичною назвою, з датчиком відбитків пальців і вбудованою тривожною сигналізацією для південноазійських регіонів
Було випущено кілька варіантів телефону з різними процесорами, об'ємом оперативної пам'яті, камерами, підтримкою двох SIM-карт, NFC і 4G LTE залежно від країни. Північноамериканські та деякі євразійські варіанти K10 (K420DS, K420N, K425, K428SG, L61AL, L62VL і MS428) працюють на Qualcomm Snapdragon 410, тоді як K430DS, K430DSF, K430DSY і моделі K430TV для бразильського ринку використовують MediaTek MT6753. В Україні поступили в продажу K430 і K410, 18 лютого 2016 року.

## Характеристики смартфона

### Апаратне забезпечення
K10 має 5,3-дюймовий (130 мм) сенсорний IPS LCD екран і поставляється у двох різних варіаціях, які відрізняються насамперед апаратною частиною. Версія K42x, що постачається компаніями T-Mobile, AT&T та MetroPCS у США, в Європі як K420N та в Індії як K420DS, має систему на кристалі Snapdragon 410 від Qualcomm;. LG також випустила версію телефону K430x на деяких ринках — у тому ж форм-факторі, що і в K42x, модель K430 використовує систему на кристалі MT6753 від MediaTek, що містить восьмиядерний процесор ARM Cortex-A53 з частотою 1,3-1,5 ГГц і графічний процесор Mali-T720. K10 має максимум 2 ГБ оперативної пам'яті, залежно від моделі — K430DSF комплектується лише 1 ГБ; K420N та північноамериканські варіанти K425, K428SG та MS428 — 1,5 ГБ, а K420DS та K430DSY — 2 ГБ оперативної пам'яті.
Всі варіанти поставляються з 16 ГБ вбудованої пам'яті. На додачу, пам'ять K10 можна збільшити за допомогою карти пам'яті microSDXC. Залежно від країни, K10 може поставлятися з підтримкою 4G LTE — варіант L62VL, що продається Tracfone як LG Premier LTE, має підтримку CDMA2000 і 4G LTE, NFC, який недоступний у моделях K430x, 13-мегапіксельну задню камеру і 5-мегапіксельну фронтальну камеру для відеодзвінків; Північноамериканські моделі оснащені лише 8-мегапіксельною камерою замість 13-мегапіксельної. Крім того, модель K430TV для бразильського ринку має вбудований приймач ISDB-T.

### Програмне забезпечення
K10 працює під операційною системою Android 5.1.1 «Lollipop» або Android 6.0.1 «Marshmallow», залежно від моделі, разом із фірмовим інтерфейсом LG UX. Серед іншого, операційна система телефону підтримує жести розблокування, що дозволяють користувачеві розблокувати пристрій, постукавши по дисплею певним чином, а також підтримку смарт-чохлів, під якими видно частину екрана для відображення сповіщень або вхідних дзвінків, на які користувач може провести пальцем вгору або вниз, щоб відповісти або відхилити його.

## Критика
Після виходу K10 отримав позитивні відгуки, більшість оглядачів відзначили його продуктивність і якість збірки, але розкритикували ціну, якість камери й відсутність підтримки USB OTG. Аджай Кумар з PC Magazine дав MetroPCS-версію K10 неоднозначну оцінку, високо оцінивши збірку і ціну пристрою, але відзначивши якість камери, а також застарілий процесор, що знижував продуктивність у системно-інтенсивних іграх на кшталт Grand Theft Auto: San Andreas. У схожому неоднозначному огляді Ашіш Мохта з TechPP також високо оцінив продуктивність K10, але розкритикував камеру, її ціну у порівнянні з іншими пристроями середнього класу та відсутність підтримки швидкої зарядки. Флоріан Віммер з німецькомовного видання Notebook Check заявив, що K10 хоче «привнести стиль у нижній середній клас», але також критично оцінив камеру та дисплей телефону, описавши їх як такі, що «перешкоджають роботі».